# Solución fundamental
En matemáticas, una solución fundamental para un operador diferencial con derivadas parciales L es una formulación en el lenguaje de la teoría de distribuciones proveniente de la antigua idea de la función de Green. En términos de la  función delta de Dirac δ(x), una solución fundamental F es la solución de la ecuación no homogénea
LF = δ(x).
Donde F es a priori únicamente la distribución de Schwartz. 
Este concepto fue ampliamente conocido para el laplaciano en dos y tres dimensiones. Fue investigado para todas las dimensiones en el laplaciano por Marcel Riesz. La existencia de la solución fundamental para cualquier operador de coeficientes constantes fue demostrado por Malgrange y Ehrenpreis.

## Ejemplo
Considerar la siguiente ecuación diferencial Lf = sen(x) con
{\displaystyle L={\frac {\partial ^{2}}{\partial x^{2}}}}.
Las soluciones fundamentales pueden obtenerse resolviendo LF = δ(x), explícitamente,
{\displaystyle {\frac {\partial ^{2}}{\partial x^{2}}}F(x)=\delta (x)}.
ya que la  función de Heaviside H cumple con
{\displaystyle {\frac {\partial }{\partial x}}H(x)=\delta (x)}.
hay una solución
{\displaystyle {\frac {\partial }{\partial x}}F(x)=H(x)+C.}
Aquí C es una constante arbitraria introducida por la integración. Por conveniencia, se hace C = − 1/2. 
Después de integrar {\displaystyle {\frac {\partial }{\partial x}}F(x)} y tomando la nueva constante de integración como cero, se tiene
{\displaystyle F(x)=xH(x)-{\frac {1}{2}}x={\frac {1}{2}}|x|}